# Mistrzostwa Czech w Boksie 2014
Mistrzostwa Czech w Boksie 2014 – zawody bokserskie, w których udział mogą brać zawodnicy pochodzący z Czech. Zawody trwały od 23 do 25 października w mieście Pilzno, a zawodnicy rywalizowali w ośmiu kategoriach wagowych.

## Medaliści
| Kategoria wagowa                | Złoto           | Srebro           | Brąz                             |
| Waga kogucia (- 56 kg.)         | Erik Huliev     | Filip Barák      | Martin Stehlík Rustem Salikhanov |
| Waga lekka (- 60 kg.)           | Erik Agateljan  | Erik Alojan      | Tomáš Ambrůžek Hamo Aperjan      |
| Waga lekkopółśrednia (- 64 kg.) | Miroslav Šerban | Viktor Agateljan | Ján Korec Jiří Brodský           |
| Waga półśrednia (- 69 kg.)      | Zdeněk Chládek  | Robert Bilík     | Patrik Kliment Miloš Bartl       |
| Waga średnia (- 75 kg.)         | Vít Král        | Vladimír Lengál  | Michal Vodárek Marek Andrýsek    |
| Waga półciężka (- 81 kg.)       | Tomáš Bezvoda   | Marek Vaněček    | David Hunanyan Stanislav Stárek  |
| Waga ciężka (- 91 kg.)          | Daniel Táborský | David Hošek      | Tomáš Vaněček Tomáš Ivachov      |
| Waga super-ciężka (+ 91 kg.)    | Pavel Šour      | Lukáš Wacker     | Jan Hrazdíra Rudolf Helešic      |